# Rauthal

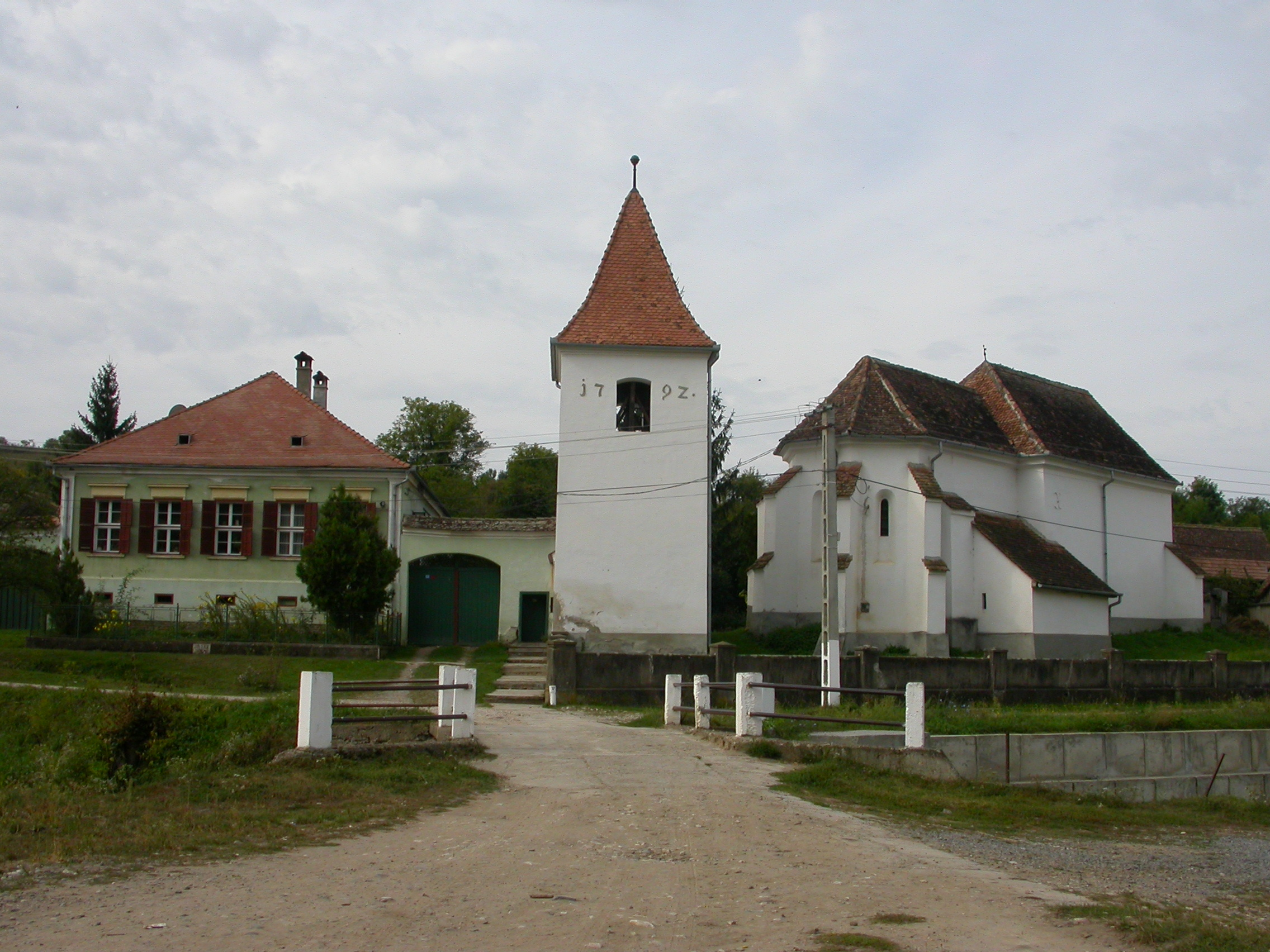
Evangelisches Kirchengebäude aus dem 16. Jahrhundert (2009)

Rauthal (rumänisch Roandola, ungarisch Rudály) ist ein Dorf im Kreis Sibiu in Rumänien. Es ist Teil der Gemeinde Laslea.

## Lage
Rauthal liegt in der Mitte Siebenbürgens, in einem südlichen Seitental des Flusses Târnava Mare (Große Kokel). Die Stadt Sighișoara (Schässburg) befindet sich etwa 15 Kilometer nordöstlich.

## Name
Neben der deutsch offiziell gebrauchten Namensform Rauthal sind auch die Bezeichnungen Rennenthal, Rennthal und Rondeln belegt. Der ungarische Name Rudály (teilweise mit dem vorangestellten Begriff Szasz- (= „Sächsisch-“)) ist vom deutschen abgeleitet. Gleiches gilt für die rumänischen Namen Roandala, Roandela und Rudeiu.
Aufgrund eines Schreibfehlers auf dem Ortsschild Roandolas, welcher jahrelang nicht korrigiert wurde, ist auch der Name Rondola vor allem bei den Einwohnern sehr gebräuchlich.

## Geschichte
Rauthal wurde im Jahr 1322 erstmals urkundlich erwähnt. Es gehörte zum Besitz der im nahegelegenen Malmkrog ansässigen ungarischen Adelsfamilie Apafi und lag außerhalb des Königsbodens. Seine Bewohner – überwiegend Siebenbürger Sachsen – waren somit Hörige. Der Ort ist zwischen 1305 und 1322 von Malmkrog aus gegründet worden. Zusammen mit  Malmkrog, Kreisch, Peschendorf, Felsendorf und Neudorf war Rauthal eine Besitzung der adligen Familien Apafi und Bethlen und bildete mit diesen Orten eine Einheit.
Vor dem Landtag beklagten sich die adeligen Besitzer Magister Myegus und Comes Jakob, dass der Graf von Kolenberg die genannten
Gemeinden unter seine Gerichtsbarkeit bringen wolle.
Nachdem der Ort bis zum Ende des Ersten Weltkrieges zum Königreich Ungarn, zum Fürstentum Siebenbürgen bzw. zu Österreich-Ungarn gehört hatte, ist es seitdem ein Teil des Staates Rumänien.

## Bevölkerung
Rauthal war lange Zeit ein vorwiegend von Siebenbürger Sachsen bewohntes Dorf. Im Jahre 1786 waren 393 Einwohner registriert. Bei der Volkszählung 1850 wurden 419 Einwohner erfasst, davon 304 Deutsche, 69 Rumänen und 46 Roma. Seit dem Höhepunkt im Jahr 1941 (636 Einwohner) nahm die Bevölkerungszahl deutlich ab. Ursache war vor allem die Ausreise vieler deutscher Bewohner in die Bundesrepublik Deutschland nach dem Zweiten Weltkrieg, vor allem aber nach der rumänischen Revolution von 1989. Im Jahr 2002 bezeichneten sich von den 215 Bewohnern des Dorfes 142 als Rumänen, 39 als Roma, 25 als Deutsche, acht als Ungarn und einer als Ukrainer.

## Verkehr
Rauthal liegt abseits größerer Verkehrswege; öffentliche Verkehrsmittel berühren den Ort nicht (Stand 2008). Der nächste Bahnhof befindet sich in etwa 10 Kilometer Entfernung an der Bahnstrecke Teiuș–Brașov (Haltestelle Luna).

## Sehenswürdigkeiten
Die von der Evangelischen Kirche genutzte Saalkirche entstand in der ersten Hälfte des 16. Jahrhunderts. Die ursprünglich vorhandene Ringmauer wurde – abgesehen von einem Turm, der heute eine Glocke trägt – im 19. Jahrhundert abgetragen.